# ヘボン式ローマ字
ヘボン式ローマ字（ヘボンしきローマじ、英: Hepburn romanization）は、日本語表記をラテン文字表記に転写する際の規則、いわゆるローマ字の複数ある表記法のうち、日本国内および国外で最も広く利用されている方式である。
ジェームス・カーティス・ヘボン（James Curtis Hepburn）によって考案された。
ローマ字の表記法としては日本式ローマ字およびそれを基にした訓令式ローマ字と競合する方式である。日本語話者向けに日本語の翻字さらには正書法（日本語ローマ字化）となることを目指して開発された日本式系と比べ、英語・ラテン語の発音への親和性を重視したヘボン式は外国人のための案内や日本語の翻訳用途に向いている。

ヘボン式ローマ字の表

## 歴史
1859年、江戸時代末期の日本を訪れたアメリカ合衆国長老教会の医療伝道宣教師で医師でもあったジェームス・カーティス・ヘボンは、布教活動を行う傍ら、現在の神奈川県横浜に男女共学のヘボン塾（後の明治学院、フェリス女学院の源流）を開き医学と英語の教育を行うと同時に、和英辞典の編纂と聖書翻訳に取り組んだ。
ヘボンは1867年、世界初の近代的な和英辞典である和英語林集成を横浜とロンドンで同時に発行した。これらは日本語の見出し語や例文をローマ字で記していたものだったが、1872年に発行された第2版までのローマ字表記法はそれ以前のジョン・リギンズやサミュエル・ロビンス・ブラウンの方式とほとんど同じだった。ヘボンはまたアメリカ聖書協会からローマ字で書かれた「ヨハネ福音書」『Shin-Yaku Sei-sho. Yohane no fuku-in』を1873年に、『Warera no Shu Iyesu Kirisuto no Shin Yaku Zensho』を1880年に出版した。
1884年、外山正一は東洋学芸雑誌に「羅馬字ヲ主張スル者ニ告グ」を発表し、ローマ字国字論を唱えた。この呼び掛けに応える形で翌年1月17日に羅馬字会が設立された。会員は外山正一、神田乃武、矢田部良吉、バジル・ホール・チェンバレンらであった。同会は機関誌『Rōmaji Zasshi』を発行し、2月19日につづり方を決定した。羅馬字会の方式は『羅馬字にて日本語の書き方』に記されている。
ヘボンは1886年に発行された和英語林集成の第3版において、羅馬字会の方式を取り入れたローマ字表・ローマ字表記法を完成させた。これが初期のヘボン式として最初に広く普及した方式であるが、後年に広まった方式とは若干規則が異なるため、今日では区別のため便宜上「Traditional Hepburn（旧ヘボン式）」と呼ばれている。
1905年にはローマ字論者の大同団結が図られ、教育者の嘉納治五郎を中心にローマ字ひろめ会が成立した。同会は翌年、ヘボン式に修正を加えたものを考案し、この方式は「修正ヘボン式（Modified Hepburn）」または「標準式」として知られることになった。なお、これに対抗して日本式を主張する田中館愛橘・田丸卓郎らは1912年にローマ字ひろめ会を退会し、1914年に東京ローマ字会（のちに日本ローマ字会と改称）を設立している。
鉄道省ははじめ駅名のローマ字表記に日本式の採用を考えていたが、西園寺公望、藤岡勝二ら、ローマ字ひろめ会の会員6名が連名で建白書を提出して反対した。1927年、鉄道省は鉄道掲示規則（通達571号）によりヘボン式を採用した。
1930年から1936年まで文部省で臨時ローマ字調査会が開かれたが、鉄道省や商工省地質調査所は標準式（ヘボン式）を、陸地測量部、水路部、中央気象台は日本式を主張した。1937年の内閣訓令第3号によって日本式をベースに改変を加えたローマ字表記法が制定され、後に訓令式と呼ばれる方式が確立した。これにならい、1938年に鉄道省はローマ字表記を訓令式に改めている。日本政府の公的なローマ字表記が、当時も圧倒的に優勢だったヘボン式ではなく、日本式をベースとした理由について、柿木重宜はヘボン式の中心的人物であった藤岡勝二が1935年に没したことと関係するのではないかとしている。
1945年9月3日、第二次世界大戦直後の占領下において、GHQ（SCAP）が日本語をアルファベットで書き表す方式として修正ヘボン式を採用する指令を出した。これは公的なローマ字表記としての戦前の訓令式を置き換えるものとなった。
日本の主権回復後、国語審議会ではローマ字調査分化審議会を開き、ローマ字のつづり方を統一しようとした。1953年、国語審議会長の土岐善麿は「ローマ字つづりの単一化について」において新たなローマ字表・ローマ字表記法を提言した。これは「第1表」を戦前の訓令式と同一のものとし、訓令式を復活させるものであったが、日本式や修正ヘボン式の綴りも「現実には通用している」ため読み方は知るべきであるとして、これを「第2表」として残した。この提言が1954年12月9日に「ローマ字のつづり方」として内閣告示されたため、名目上は公的なローマ字法が再び訓令式に戻ることになるが、条件付きではあるが日本政府も修正ヘボン式を事実上認めることとなった。
同じく1954年には研究社が新和英大辞典の第3版において修正ヘボン式の表を改めて再定義し、これを出典としてアメリカ図書館協会およびアメリカ議会図書館のローマ字表記法など米英の公的機関のローマ字表記法で採択されるなど、修正ヘボン式がデファクトスタンダードとして戦後の国際社会に広まっていった。
こうした経緯を経て改訂されてきたヘボン式が各分野で様々な時期に採用されてきた結果、ヘボン式と呼ばれる表記法は羅馬字会およびヘボンの「和英語林集成」第3版から広まった旧ヘボン式と、ローマ字ひろめ会を起源とし、GHQの影響を受けた「新和英大辞典」の修正ヘボン式の、若干規則が異なる二種類の系統が混在することとなった。どちらの方式も広く一般に普及しており、同じヘボン式でも表記ゆれが発生する要因となっている。アメリカ合衆国を始めとする英語圏で最も多く使用されている日本語のローマ字表記法は「新和英大辞典」を出典とする修正ヘボン式であり、単に「Hepburn romanization」と呼ぶ場合はこの修正ヘボン式を指すことが多い。一方で日本国内では旧来からの表記が使用される分野も多く、国内で単に「ヘボン式」と呼んだ場合は「和英語林集成」第3版の旧ヘボン式を指すことも多い。また、英語圏でも旧ヘボン式の綴りが定着した日本語由来の単語（Tempuraなど）が存在する。
また、上記の「新和英大辞典」のローマ字表記が日本国内外で「Modified Hepburn（修正ヘボン式）」として定着する以前にも、ヘボン式は幾度もの修正を重ねてきたため、文献によっては2020年現在とは異なる意味で「修正ヘボン式」という呼称を使用している場合があるため注意が必要である。例として、現在では修正ヘボン式とは区別されている「和英語林集成」第3版のヘボン式も、初版および第2版とは異なるという意味で修正ヘボン式と呼ばれる場合がある。

## 表と表記法
ヘボン式ではラテン・アルファベット26文字のうち、L・Q・V・Xの4字を除いた22文字を使用する。訓令式とくらべてC・F・Jの3文字が多い。
子音+短母音について、以下に五十音図風に示す。訓令式とは14か所で違いがある。以下の表では異なる部分を茶系色セルと白抜き太字で示す（カッコ内は訓令式での表記を示す）。
| あ a  | い i        | う u        | え e  | お o  |                |                |                |
| か ka | き ki       | く ku       | け ke | こ ko | きゃ kya       | きゅ kyu       | きょ kyo       |
| が ga | ぎ gi       | ぐ gu       | げ ge | ご go | ぎゃ gya       | ぎゅ gyu       | ぎょ gyo       |
| さ sa | し shi (si) | す su       | せ se | そ so | しゃ sha (sya) | しゅ shu (syu) | しょ sho (syo) |
| ざ za | じ ji (zi)  | ず zu       | ぜ ze | ぞ zo | じゃ ja (zya)  | じゅ ju (zyu)  | じょ jo (zyo)  |
| た ta | ち chi (ti) | つ tsu (tu) | て te | と to | ちゃ cha (tya) | ちゅ chu (tyu) | ちょ cho (tyo) |
| だ da |             |             | で de | ど do |                |                |                |
| な na | に ni       | ぬ nu       | ね ne | の no | にゃ nya       | にゅ nyu       | にょ nyo       |
| は ha | ひ hi       | ふ fu (hu)  | へ he | ほ ho | ひゃ hya       | ひゅ hyu       | ひょ hyo       |
| ば ba | び bi       | ぶ bu       | べ be | ぼ bo | びゃ bya       | びゅ byu       | びょ byo       |
| ぱ pa | ぴ pi       | ぷ pu       | ぺ pe | ぽ po | ぴゃ pya       | ぴゅ pyu       | ぴょ pyo       |
| ま ma | み mi       | む mu       | め me | も mo | みゃ mya       | みゅ myu       | みょ myo       |
| や ya |             | ゆ yu       |       | よ yo |                |                |                |
| ら ra | り ri       | る ru       | れ re | ろ ro | りゃ rya       | りゅ ryu       | りょ ryo       |
| わ wa |             |             |       |       |                |                |                |

ヘボン式は表音的であり、標準的日本語では発音上区別されない「じ・ぢ」「ず・づ」「お・を」などを書き分けない。なお戦前は旧ヘボン式、修正ヘボン式双方で「くゎ、くぉ、ぐゎ、ぐぉ」としてkwa、kwo、gwa、gwoなどが採用されていたが、現在ではほとんど用いられない。また和英語林集成第3版のいわゆる旧ヘボン式の表では「ゑ」としてye、「を」としてwoの表記がみられるが、実際の辞書の中では旧仮名遣いの「ゑ」、「を」のほぼ全てがe、oの表記に統一されている（例外として助詞の「を」がwoの項目として辞書に記載されている）。
ガ行鼻濁音の子音は破裂音と区別せず、ともにgを使用する（訓令式・日本式でも同様）。
長母音は通常母音字の上にマクロンを置いて示されるが（Ā, ā, Ē, ē, Ī, ī, Ō, ō, Ū, ū）、ローマ字ひろめ会の標準式では訓令式と同様にサーカムフレックス（Â, â, Ê, ê, Î, î, Ô, ô, Û, û）を使うこととしている。もっとも長母音と短母音と区別せずに記号を省略する形式もあり、特に国際的に知られている地名などは慣例的に長母音を表記しない場合が多い（例：とうきょう→Tōkyō/Tokyo）。なお「い」、「え」の長音符に関しては、和英語林集成第3版のいわゆる旧ヘボン式では想定しておらず、「ローマ字ひろめ会」の修正ヘボン式では希であるとしており、「いい」はii（例：いいえ→Iie）、「えい」はeiと表記することを推奨している（例：れいわ→Reiwa）。また研究社の新和英大辞典第3版でも、漢字表記可能な「いい」をii（例：にいがた→Niigata）、「えい」をeiとする方式が採用され、「アメリカ地名委員会およびイギリス地名常置委員会の1976年合意に基づく修正ヘボン式」およびや「アメリカ図書館協会およびアメリカ議会図書館のローマ字表記法」でも同様である。つまりイ、エの長音としてī（例：シーラカンス→shīrakansu）やē（例：ねえさん→nē-san）を用いる方が例外的となる。一方で「あ」の長音府に関しても、旧ヘボン式では想定しておらず、「ローマ字ひろめ会」の修正ヘボン式では希であるとしているが、研究社の新和英大辞典第3版では同一漢字内での「ああ」に関しては、āと表記する方法が採用されている（例：ばあさん→bā-san）。
撥音（ん）は原則としてnで示される。旧ヘボン式では後ろにp, b, mが続くときにはnの代わりにmで表記されるが（例：しんばし→Shimbashi）、「ローマ字ひろめ会」および「新和英大辞典」の修正ヘボン式では常にnで表示される（しんばし→Shinbashi）。撥音の後ろに母音字またはyが続く場合は間を旧ヘボン式ではハイフン（ほんやく→Hon-yaku）、修正ヘボン式ではアポストロフィで区切る（ほんやく→Hon'yaku）。
促音（っ）は子音字の1文字目を重ねるが、chについてはcchではなくtchとする。
アクセントは表記しない（訓令式・日本式でも同様）。

## 各分野での採用例
上記のようにヘボン式は日本式・訓令式と競合関係にあり、また一時期日本政府の公的なローマ字表記から排除されていたにも関わらず、様々な分野で各種のヘボン式が広く採用されている。

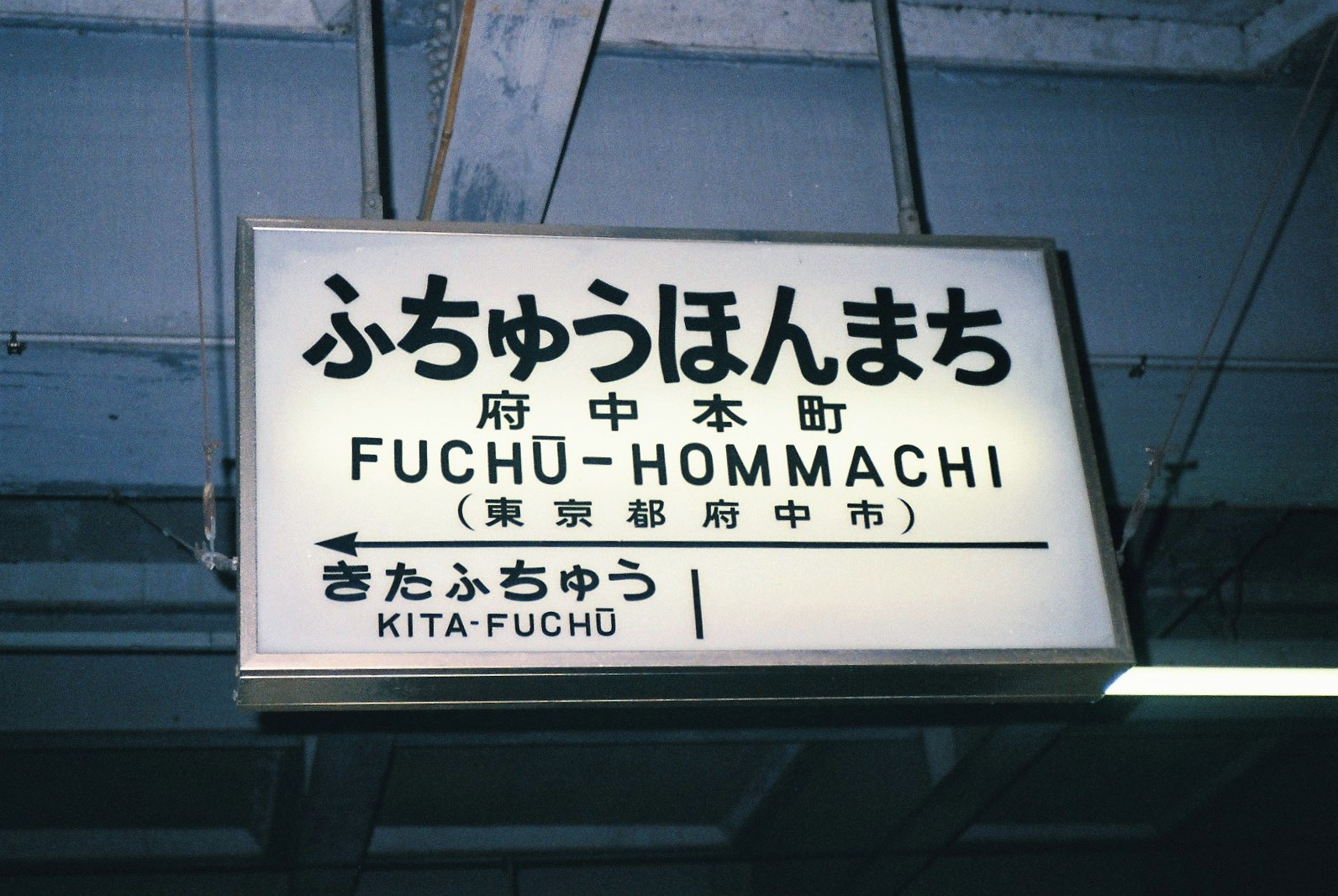
府中本町駅の駅名標（1986年、国鉄時代）。なお、現行の案内では「Fuchūhommachi」表記となっている。

鉄道の駅名は運輸省「鉄道掲示規程」（1947年7月26日 達398号、後に数回改訂）でヘボン式を使うこととしている。表記法は「和英語林集成」の旧ヘボン式に準じており、大正時代から基本的に変化がない。長母音はマクロンを使用する。撥音はb/m/pの前でmを使用し、後ろに母音やyがあった場合、あるいは方角（東西南北）や新などを冠した後、もしくは固有名詞を合わせた地名等にはハイフンを加える。JR以外の鉄道事業者も概ね旧ヘボン式を使っているが、長母音や撥音、ハイフン後の大文字小文字の書き方等に多少の不統一が見られる（直通運転がある等で直通相手の路線が路線図に含まれる場合、自社局の方式と他社局の方式のどちらに合わせているかは事業者による）。
道路標識においては1986年10月25日の建設省「道路標識令」でヘボン式を採用している。概ね修正ヘボン式に準じた表記が採用されており、撥音はnで統一されているが、撥音の後ろに母音字またはyが続く場合の区切り記号は旧ヘボン式に準じたハイフンである。また、長母音は短母音と区別されない。
日本地質学会は1952年に地層命名にヘボン式を使うことを決定した。気象庁は1955年3月1日の通達で気象年報・月報の地名にヘボン式を採用している。地質調査所は1984年4月17日の規程でヘボン式を採用した。水路部は訓令式を使ってきたが、1999年にヘボン式に移行した。
国土地理院は原則として訓令式を使用してきたが、2004年11月11日の国土地理院長達34号でヘボン式に改められた。道路標識と同様の修正ヘボン式であり、撥音は常にnと書くが、母音やyの前ではハイフンで区切る。また、長母音は短母音と区別されない。
日本国旅券の名前表記のローマ字は、外務省「旅券法施行規則」により、特別に申請しない場合、ヘボン式を使用する。旧ヘボン式に準じた表記法が採用されており、撥音はb/m/pの前でmを使用し、後ろに母音やyがあった場合には何も加えない。長母音は短母音と区別しない。
日本郵便は国際郵便のローマ字方式について特に規定していないが、郵便番号データファイルでは旧ヘボン式を用いており、撥音はb/m/pの前でmと記し、長母音は短母音と区別しない。
日本の地方公共団体ではその名称のローマ字表記にヘボン式を用いていることが大半であるが、長母音など記号類は省略される場合が多い。撥音の扱いについては地方公共団体によって旧ヘボン式を採用するか修正ヘボン式を採用するか方針が分かれており、二本松市（Nihonmatsu）、紋別市（Monbetsu）などで修正ヘボン式が、丹波市（Tamba）、仙北市（Semboku）などでは旧ヘボン式が用いられている。日本レジストリサービスの管理するLGドメイン名の地方公共団体ラベルは都道府県または市区町村の名称をヘボン式に直したものを用いるとされているが、前述の地方公共団体による採用方式の違いを反映し複数のヘボン式が混在している。
外国の地名でも撥音でb/m/pの前でmを使用せず、nを使用した表記が多く見られる。代表例として国名のデンマーク（Danmark）やミャンマー（Myanmar）、スコットランドの首都エディンバラ（Edinburgh）やオーストラリアの首都キャンベラ（Canberra）などが正式な英名表記として採用されている。
アメリカ図書館協会およびアメリカ議会図書館のローマ字表記法は、前述の通り「新和英大辞典」第3版を出典とした修正ヘボン式となっており、長母音にはマクロンを使う。撥音は常にnと記し、母音やyが後続するときにはハイフンで区切る。
米国国家規格協会ではANSI Z39.11-1972 “System for the romanization of Japanese” において修正ヘボン式を採用したが、後に訓令式に基づくISO 3602の登場を受けて1994年に廃止されているアメリカ情報標準化機構によって撤回されている。
英国においては「アメリカ地名委員会およびイギリス地名常置委員会の1976年合意に基づく修正ヘボン式」と呼ばれる表記法が用いられている。
アメリカでよく使われるエレノア・ジョーデンの日本語教科書では本文に訓令式をベースとしたローマ字表記法（JSLローマ字）を使用しているが、英文中の日本語（引用文を除く）ではヘボン式を使っている。
アメリカにおける標準的スタイルガイドである『シカゴ・マニュアル』では、日本のローマ字にはさまざまな方式があるものの、明治初年以来もっともよく使われているのは修正ヘボン式であるとしている。日本では修正ヘボン式が研究社の辞典ほか主要な和英辞典に使われているとしている。日本以外ではほとんど修正ヘボン式のみが使われているとしている。撥音に母音やyが後続するときに区切りとして入れるアポストロフィおよび長母音であることを示すマクロンについては、よく知られた地名や英語化された日本語の単語の場合、正確な発音を示す目的以外では付けないと例外も示している。

## 評価
日本式・訓令式と比較したヘボン式の欠点としては、シをshi、チをchi、ツをtsuのように3文字使って書くなど、音の正確さを追求したが故に文字数が多くなるという点が挙げられる。
旧ヘボン式は多くの日本人が意識的に区別しないb, m, pの煩雑な使い分けがある。
ダニエル・ジョーンズは、ヘボン式が日本語では異音にすぎないものを英語のフィルタによって区別して書き表しているとして批判した。さらに拗音がシャ・ジャ・チャのみ子音+yではなく、sh/j/chという特別な形で表記されるのも、音韻論的に見て合理的ではないとされている。
他方、子音に関しては英語と同じ読み方でおおむね近似できるという利点がある。
また訓令式にも共通の問題として長音符表記の問題があり、長音記号が省略されると高利（こうり）と氷（こおり）と狐狸（こり）が全て「kori」、通り（とおり）と党利（とうり）と鳥（とり）が全て「tori」、美濃（みのう）と箕面（みのお）などは長音符をつけても区別できないなど、ややこしい語が存在するため、日本語の仮名遣いとは相容れない部分がある。長音記号は省略されることが非常に多いことや、パソコンで使用するローマ字入力方式では長音を省略しないこともあり、誤記や誤解を招く。例えば京都はKyotoと表記するが、これをそのまま入力すると「きょと」となってしまい、「kyouto」と入力する必要があることなどが挙げられる。
ハロルド・E・パーマーは、日本のローマ字論が正書法・翻字・音声表記の3種類を混同していることを批判し、正書法としては日本式を支持するが、外国人向けの表記としてはヘボン式、学者の音声表記としては国際音声記号を使うのが適当とした。